# Daniela Araújo (álbum)
Daniela Araújo é o álbum de estreia da cantora brasileira Daniela Araújo, lançado em agosto de 2011 pela gravadora Sony Music Brasil. Produzido pela própria cantora com co-produção de Jorginho Araújo, foi gravado e produzido ao longo de 2006 até o ano de 2011.
O trabalho teve a participação da Orquestra Filarmônica de Praga, a qual foram gravados os arranjos de cordas e metais, na República Tcheca, além de um coral da Igreja Assembleia de Deus da Lapa, em São Paulo.[carece de fontes?]
O álbum foi um sucesso de crítica: Em 2015, foi considerado, por vários historiadores, músicos e jornalistas, o 94º maior álbum da música cristã brasileira, em uma publicação dirigida pelo portal Super Gospel. Em 2019 foi considerado, pelo mesmo portal, o 2º melhor álbum da década de 2010.

## Lançamento e recepção
| Críticas profissionais | Críticas profissionais |
| Avaliações da crítica  | Avaliações da crítica  |
| Fonte                  | Avaliação              |
| ---------------------- | ---------------------- |
| Super Gospel           | [ 3 ]                  |

Daniela Araújo foi liberado em 21 de agosto de 2011 pela gravadora Sony Music Brasil e foi um sucesso de crítica. O projeto também recebeu uma avaliação aclamada do portal Super Gospel. Em texto assinado por Jonas Paulo Ferreira da Silva, foi dito que "é o debut em carreira solo de uma das maiores cantoras de sua geração não só no âmbito da MCC. Daniela poderia perfeitamente caminhar lado a lado de nossas maiores cantoras da MPB sem deixar a peteca cair".
Em 2019, com cotação de 5 estrelas de 5, foi eleito pelo Super Gospel o 2º melhor álbum da década de 2010.

## Faixas
| N.º | Título                  | Compositor(es)                     | Duração |  |
| 1.  | "Milímetro"             | Daniela Araújo                     | 2:32    |  |
| 2.  | "Tempo"                 | Daniela Araújo                     | 4:09    |  |
| 3.  | "Guia-Me"               | Daniela Araújo, Leonardo Gonçalves | 3:56    |  |
| 4.  | "Conexão"               | Daniela Araújo                     | 3:49    |  |
| 5.  | "Dimensão da Luz"       | Daniela Araújo                     | 4:29    |  |
| 6.  | "Santificação"          | Daniela Araújo, Leonardo Gonçalves | 3:09    |  |
| 7.  | "Dono dos Meus Dias"    | Daniela Araújo                     | 3:54    |  |
| 8.  | "Interlúdio Jugo Suave" | Daniela Araújo                     | 0:34    |  |
| 9.  | "Jugo Suave"            | Daniela Araújo                     | 4:21    |  |
| 10. | "Por Ti"                | Daniela Araújo, Leonardo Gonçalves | 3:10    |  |
| 11. | "Gratidão"              | Daniela Araújo, Leonardo Gonçalves | 4:14    |  |
| 12. | "Todo Louvor"           | Daniela Araújo, Leonardo Gonçalves | 4:15    |  |
| 13. | "Volta"                 | Ryldo Lopes                        | 5:16    |  |
| 14. | "De Deus"               | Samuel Silva                       | 4:14    |  |
| 15. | "Santuário"             | Daniela Araújo                     | 6:24    |  |

## Ficha técnica
- Daniela Araújo – vocais, produção musical, arranjos, edição vocal, produção vocal, direção de arte
- Jorginho Araújo – co-produção, piano, teclado, vocal de apoio, percussão, acordeon, bateria, edições de base, engenharia de áudio
- Leonardo Gonçalves – co-produção, edição vocal, edições de cobertura, fotos, vocal de apoio
- Blacy Gulfier – produção vocal, edição vocal
- Déio Tambasco – guitarra e baixo
- Luciano Claw – pré-produção
- Luciano Marciani – bateria
- Rodrigo Guess – engenharia de áudio
- Danny Duncan – bateria em "Tempo"
- Jamba – consultoria de pós-produção
- Williams Costa Jr. – regência
- Fernando Menezes – mixagem
- Luciano Vassão – masterização

##### Orquestrações
(Cordas) Henoch Thomas Jr. nas Músicas: Milímetro e Gratidão
(Cordas) André R. S. Gonçalves na Música: de Deus
(Metais) Ronnye Dias na Música: Dimensão da Luz
(Cordas) William Costa Jr. na Música: Guia-me
(Cordas) Márcio Conrad na Música: Santuário
(Cordas) Lua Lafaiette nas Músicas: Interlúdio de Jugo Suave e Jugo Suave
Projeto gráfico
- Ester Ganev – styling e beleza
- Giovanna Borgh – fotos
- Leone Sena – fotos
- Rejane Wolff – fotos
- Lucas Motta – design gráfico